# Puyjourdes
Puyjourdes település Franciaországban, Lot megyében. Lakosainak száma 90 fő (2022. január 1.). Puyjourdes Martiel, Laramière, Limogne-en-Quercy, Promilhanes és Saint-Jean-de-Laur községekkel határos.

## Népesség
A település népességének változása:
| Lakosok száma | 72   | 52   | 45   | 53   | 81   | 90   | 89   | 86   | 89   | 90   |
|               | 1968 | 1982 | 1990 | 2006 | 2013 | 2015 | 2017 | 2019 | 2020 | 2022 |